# Polimeri comb
I polimeri comb sono polimeri caratterizzati da una catena lineare più o meno lunga, detta backbone, a cui sono attaccate in posizione ben definita delle catene laterali, di lunghezza voluta. La possibilità di attaccare catene apolari su backbone polari e viceversa permette un'ampia varietà di strutture e, quindi, di proprietà ottenibili.